# لعبة عادلة (فلم)
لعبة عادلة، هو فيلم إثارة تم إنتاجه في الإمارات العربية المتحدة والولايات المتحدة وصدر في سنة 2010. الفيلم من إخراج دوج ليمان.

## طاقم التمثيل
- نعومي واتس
- شون بن
- تاي باريل
- سام شيبارد
- خالد النبوي

## القصة
تكلف عميلة المخابرات الأمريكية فاليري بليم (ناعومي واتس) بتعقب صفقة يورانيوم مخصب يشاع أن (العراق) سوف تشتريها من (النيجر) ، لكن الحرب تقوم في (النيجر) ، وتفسد الصفقة، لكن الحرب الأمريكية على (العراق) تمضي في طريقها معتمدة على تقارير، من ضمنها ما يشير لحدوث تلك الصفقة، وهو ما يجعل زوجها الكاتب المعارض جو ويلسون (شون بين) يكتب مقالًا يفضح فيه كذب الإدارة الأمريكية على المواطنين، تحاول السلطات الانتقام، فتكشف عن هوية (بليم) على خلاف كل القواعد في عالم المخابرات، وتبدأ في تشويه سمعتها بشكل يهدد حياتها وزواجها.

## الميزانية والإيرادات
بلغت تكلفة إنتاج الفيلم حوالي 22 مليون دولار بينما حقق أرباحا تقدر بـ 24,188,922 دولار.

## روابط خارجية
- مقالات تستعمل روابط فنية بلا صلة مع ويكي بيانات